# Гондельсхайм
Гондельсхайм (нем. Gondelsheim) — община в Германии, в земле Баден-Вюртемберг. 
Подчиняется административному округу Карлсруэ. Входит в состав района Карлсруэ.  Население составляет 3311 человек (на 31 декабря 2010 года). Занимает площадь 14,86 км².